# СРЦ Ташмајдан
Спортско-рекреациони центар Ташмајдан (СРЦ Ташмајдан) је спортско-рекреациони центар у Београду, који је отворен 1958. У склопу центра се налази отворени стадион Ташмајдан, хала Александар Николић, ледена дворана Пионир и комплекс отворених и затворених базена.

## Објекти

### Стадион Ташмајдан
Стадион Ташмајдан је отворен 24. јануара 1954, а има капацитет за 10.500 гледалаца.

### Спортски комплекс Пионир

#### Хала Александар Николић
Хала Александар Николић (позната и као хала Пионир), после Београдске арене је највећа спортска дворана у Београду, отворена је 24. маја 1973, а има капацитет од 7.000 места.

#### Ледена дворана Пионир
Ледена дворана Пионир је отворена 12. марта 1978. године, капацитет трибина је 2.000 места, користи се за хокеј, такмичења у уметничком клизању и за рекреативно клизање.

### Базени

#### Отворени базен
44° 48′ 33.08″ N 20° 28′ 21.73″ E / 44.8091889° С; 20.4727028° И
Отворени базен је отворен 25. јуна 1961. Димензије базена су 50x22 m, дубина 2.2–5 m, укупна запремина 3.500 m³, капацитет гледалишта је 2.500 места, а капацитет купалишта око 4.000 људи. Током зимске сезоне наткривен је монтажно-демонтажним балоном, првим оваквог типа у Србији. Опремљен је и за највећа међународна такмичења у пливању, ватерполу и уметничком пливању

#### Затворени базен
44° 48′ 32.87″ N 20° 28′ 23.55″ E / 44.8091306° С; 20.4732083° И
Затворени базен је отворен 13. децембра 1968. Димензије базена су 50x20 m, дубина 2,2–5,4 m, укупна запремина 3.700 m³, капацитет гледалишта је 2.000 места, скакаоница од 1, 2, 5 и 10 m. Опремљен је и подводним светлом. Сем свлачионица и других пратећих просторија код базена, у згради се налази и хотел Таш са 19 соба и рестораном са 300 места, амбуланта Републичког завода за спорт са специјалистичким службама, као и рекреативни центар у чијем саставу функционишу три сале за фитнес, сала за кошарку, мали фудбал (футсал) и одбојку, комплетно опремљена теретана, кардио соба, сауне, парно купатило, собе за масажу и хидромасажу са две хидромасажне каде и базен димензија 12x3 m.

## Галерија
- Базен за децу
- Тушеви